# Milorad
Milorad je moško osebno ime.

## Izvor imena
Ime Milorad je različica moških osebnih imen Milan ali pa Miloš.

## Pogostost imena
Po podatkih Statističnega urada Republike Slovenije je bilo na dan 31. decembra 2007 v Sloveniji število moških oseb z imenom Milorad: 719. Med vsemi moškimi imeni pa je ime Milorad po pogostosti uporabe uvrščeno na 200. mesto.

## Osebni praznik
V koledarju je ime Milorad zapisano pri imenih Emelijan in Miloš oziroma Klemen.